# Acabaria andamanensis
Acabaria andamanensis är en korallart som beskrevs av van Ofwegen 1987. Acabaria andamanensis ingår i släktet Acabaria och familjen Melithaeidae. Inga underarter finns listade i Catalogue of Life.